# 孟買敏感指數
印度SENSEX指数（英語：S&P Bombay Stock Exchange Sensitive Index，縮寫：BSE SENSEX），又稱孟買敏感指数，是印度孟買證券交易所（BSE）的一個市場指數，包含30家來自不同行業的印度公司股票，是印度經濟的風向標。該指數發佈於1986年1月1日，2001年7月25日又發佈了DOLLEX-30指數，即孟买敏感指数的美元版。
“Sensex”一詞由股票市場分析師Deepak Mohoni創造，來自英語“Sensitive”（敏感的）和“Index”（指數）。